# Coriolopsis brunneoleuca
Coriolopsis brunneoleuca är en svampart som först beskrevs av Miles Joseph Berkeley, och fick sitt nu gällande namn av Leif Ryvarden 1972. Coriolopsis brunneoleuca ingår i släktet Coriolopsis och familjen Polyporaceae.   Inga underarter finns listade i Catalogue of Life.